# Boophis tsilomaro
Boophis tsilomaro es una especie de anfibio anuro de la familia Mantellidae.

## Distribución geográfica
Esta especie es endémica de Madagascar. Habita a unos 170 m de altitud en la península de Sahamalaza.

## Descripción
Boophis tsilomaro mide de 52.8 a 64.1 mm para los machos y de 49.1 a 57.9 mm para las hembras.

## Etimología
El nombre de su especie, del malgache Tsilo, "espina", y de maro, "mucho", le fue dado en referencia a las espículas típicas queratinizadas en la espalda y en el pecho de los machos reproductores.

## Publicación original
- Vences, Andreone, Glos & Glaw, 2010 : Molecular and bioacoustic differentiation of Boophis occidentalis with description of a new treefrog from north-western Madagascar. Zootaxa, n.º 2544, p. 54–68[4]